# Théâtre Tristan-Bernard

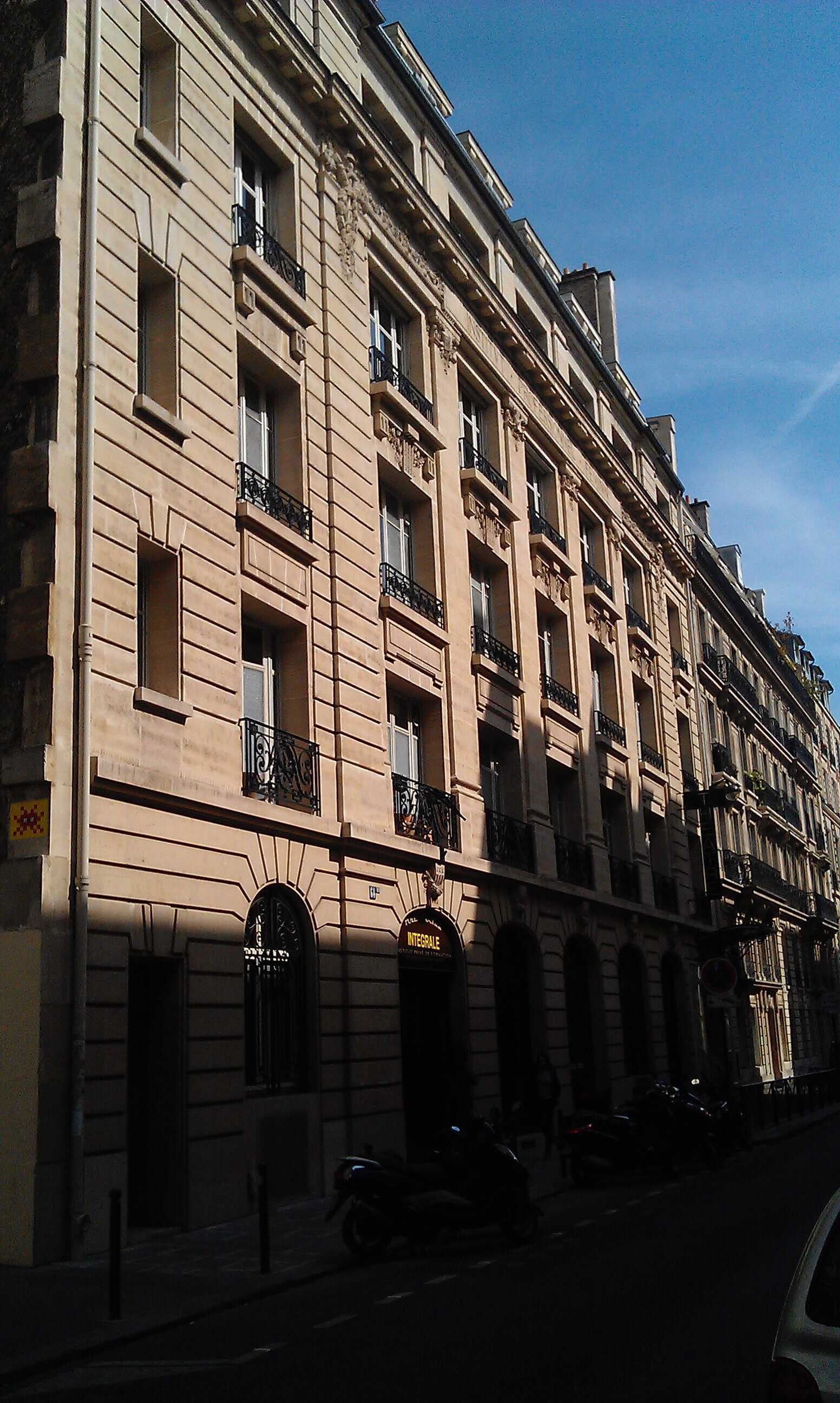
Fassade

Das Théâtre Tristan-Bernard ist ein privates Pariser Theater mit 400 Sitzplätzen in der Rue du Rocher 64, im 8. Arrondissement von Paris.
Erbaut 1911 von der Stiftung Léopold-Bellan (der es auch heute noch gehört) für die Versammlungen und Theateraufführungen der von ihr betriebenen Mädchenschule, wird der Saal 1919 als Théâtre Albert 1er, so genannt zu Ehren des Königs der Belgier, für das Publikum geöffnet.
Tristan Bernard übernahm 1930 die Leitung, benannte es in Theater Tristan-Bernard um und führte dort für eine Saison seine Komödien auf. Nach seinem Weggang erhielt das Theater wieder seinen alten Namen Albert I.
1936 eröffnete Charles de Rochefort, zurückgekehrt aus den USA, wo er insbesondere für Cecil B. DeMille gearbeitet hatte, das Theater unter seinem Namen mit Allo, Police-secours, einem von ihm selbst unter dem Pseudonym Chas D. Strongstone verfassten Kriminalstück. Der Erfolg dieses ersten veranlasste ihn, zahlreiche weitere Kriminalstücke und Thriller aufzuführen. Im Mai jeden Jahres fand ein Wettbewerb junger Theatertruppen statt. Im Zweiten Weltkrieg eingezogen und verwundet, musste er die Leitung des Hauses seiner Frau, der Schauspielerin Mary Grant, überlassen, die es zusammen mit ihrem Sohn Jean Dejoux bis 1972 führte.
1973 erwarb es Dominique Nohain, der Sohn des Entertainers Jean Nohain, und benannte es wieder in Theater Tristan-Bernard um. Edy Saiovici trat 1986 seine Nachfolge an und leitete das Haus bis zu seinem Tod 2013; seither wird es von seiner Frau Mireille geführt.
2010 beschlossen 50 Pariser Privattheater, die in der „Vereinigung zur Förderung des Privattheaters“ (franz.: Association pour le soutien du théâtre privé, Abkürzung ASTP) und des „Nationalen Verbandes der Leiter privater Theater“ (franz.: Syndicat national des directeurs et tourneurs du théâtre privé, Abkürzung SNDTP) zusammengeschlossen sind, denen das Theater Tristan-Bernard angehört, ihre Kräfte unter einer gemeinsamen Bezeichnung, „Vereinigte Pariser Theater“ (franz.: Théâtres parisiens associés) zu bündeln.
Vom 10. Januar bis 30. April 2014 lief hier das nach dem gleichnamigen Roman von Jean Teulé zum Drama von Hautefaye von Clotilde Morgiève und Jean-Christophe Dollé adaptierte und inszenierte Theaterstück Mangez-le si vous voulez.